# Carisbrook
Carisbrook fu un impianto sportivo multifunzione neozelandese di Dunedin, capoluogo della regione di Otago.
Inaugurato nel 1883 come terreno di cricket, ospitò per quasi tutta la sua esistenza (fino al 2008) gare di tale disciplina insieme al rugby, che ivi fece la sua prima apparizione nel 1908.
Fu anche, tra il 1996 e il 2011, impianto interno della franchise professionistica di rugby degli Highlanders e ospitò 38 test match degli All Blacks nonché alcune gare della Coppa del Mondo di rugby 1987.
Per la sua fama di campo ostico per le squadre ospiti era stato soprannominato The House of Pain (inglese per la casa del dolore).
Di proprietà dell'Otago Rugby Football Union fino al 2009, in tale data fu venduto al comune di Dunedin per problemi finanziari; benché fosse riuscito a superare il ventesimo secolo, tuttavia, l'impianto fu destinato alla chiusura per obsolescenza e venduto all'impresa edile Calder Stewart che nel 2013 ne iniziò la demolizione al fine di realizzare sull'area alcune strutture industriali, al 2019 tuttora irrealizzate.

## Storia
Lo stadio fu edificato su un'area appartenuta al colono scozzese James Macandrew e prese il nome dalla residenza che questi aveva costruito a Dunedin, Carisbrook House, a sua volta mutuato dal castello di Carisbrooke sull'Isola di Wight.
Sorgeva ai margini di una vallata chiamata The Glen e ospitò il suo primo test match di rugby nel corso del tour degli anglo-gallesi del 1908, che furono sconfitti 5-32 dagli All Blacks.
La sua fama di House of Pain proviene dalla tradizione di campo quasi inespugnabile: su 38 test match disputati dalla Nuova Zelanda in tale stadio, essa subì solo 5 sconfitte, e mai da alcuna delle quattro nazionali delle Isole Britanniche: solo Australia, Sudafrica, Francia (una volta ciascuno) e i citati British Lions (due volte) riuscirono a prevalere a Carisbrook.
Nonostante la sua natura di campo per il cricket e il rugby, Carisbrook fu teatro del primo incontro internazionale di calcio nel Paese: il 17 giugno 1922 ospitò l'esordio della Nuova Zelanda, che affrontò e batté 3-1 l'Australia.
Tra gli sport più praticati nel Paese che Carisbrook non accolse mai fu il rugby a 13, contro il quale la NZ Rugby Football Union aveva imposto un veto de facto che rese difficilissimo alla disciplina parente disputare incontri negli stessi impianti dove si giocava a XV.
A marzo 1955, altresì, lo stadio ospitò il suo primo full international di cricket tra Nuova Zelanda e Inghilterra.
A cavallo tra gli anni ottanta e novanta Carisbrook fu tra le sedi che ospitarono le due Coppe del Mondo delle citate discipline, dapprima nel 1987 per la prima edizione di quella di rugby, nel corso della quale ospitò tre incontri nella fase a gironi, e poi nel 1992 per la quinta edizione di quella di cricket, che vide, nell'unico incontro che ospitò, la Nuova Zelanda battere l'India.
Verso la fine del XX secolo divenne il terreno di casa degli Otago Highlanders (successivamente solo Highlanders), franchise legata alla provincia di Otago dopo l'apertura del rugby al professionismo; nel 1998 ospitò il suo ultimo test match di cricket e nel nuovo millennio fu deliberata la costruzione di un impianto alternativo a cura della municipalità di Dunedin, poi realizzato con il nome di Forsyth Barr Stadium; nel 2009 la Otago Rugby Football Union, proprietaria dello stadio, lo cedette alla municipalità di Dunedin per circa 7 milioni di dollari neozelandesi per far fronte alla sua dissestata situazione finanziaria.
Tra il 2004 e il 2011 Carisbrook fu anche impianto interno della squadra di calcio dell'Otago United FC, oggi nota come Southern United.
Nel 2011 Carisbrook ospitò la sua ultima stagione di Super Rugby e, nel luglio di quell'anno, un test match di beneficenza tra Nuova Zelanda e Figi che fu l'ultima partita internazionale tenutasi nell'impianto; l'incasso servì come raccolta fondi per le vittime del terremoto di Christchurch di cinque mesi prima.
Nel 2013 il consiglio comunale di Dunedin deliberò la vendita dell'impianto al costruttore Calder Stewart per la cifra di 3 milioni e 700 000 dollari, con una minusvalenza di circa tre milioni e trecentomila dollari rispetto all'acquisto; il nuovo proprietario bandì un'asta per la vendita dei materiali riutilizzabili dello stadio, oppure da adibire a memorabilia.
Tra i vari manufatti venduti figurano seggiolini, panchine, i pali da gioco nonché zolle del terreno di gioco; l'impianto di illuminazione era stato invece già ceduto dal 2012 al Rugby League Park di Christchurch, stadio ristrutturato in tempi brevi per sopperire ai danni subiti da Lancaster Park, in seguito demolito.
La demolizione di Carisbrook fu ultimata entro la fine del 2013, ma rimasero i dubbi sulla destinazione d'uso dell'area liberata, originariamente destinata a scopi industriali: dopo un periodo d'abbandono, che comportò un degrado della zona, nel 2017 Calder Stewart presentò un piano al comune per costruire un complesso industriale per un committente all'epoca ignoto.
Al 2019 non è tuttavia stato definito il futuro dell'area, che risulta ancora inutilizzata.

## Incontri di rilievo

### Calcio
| Dunedin 17 giugno 1922       | Nuova Zelanda | 3 – 1   | Australia | Carisbrook (10 000 spett.) |
| Cook Knott Marcatori Maunder |               |         |           |                            |
|                              |               |         |           |                            |
| Cook Knott                   | Marcatori     | Maunder |           |                            |

### Rugby a 15
| Arbitro: | James Duncan |

|                                                       |      |         |
| D. Cameron Hunter Mitchinson (2) Roberts (2) Thompson | mt   | Gibbs   |
| Francis Gillett (2) Roberts                           | tr   | Jackson |
| Roberts                                               | c.p. |         |

| Arbitro: | Keith Lawrence |

|                     |      |                                                      |
| Naivilawasa 69’     | mt   | 12’ Marcello Cuttitta 42’ Cucchiella 59’ Mascioletti |
| Koroduadua 69’      | tr   |                                                      |
| Koroduadua 48’, 65’ | c.p. | 40’ Collodo                                          |
| Qoro 39’            | drop | 2’ Collodo                                           |

| Arbitro: | Stuart Dickinson |

|                                                                                               |      |                        |
| Sivivatu 9’ Slade 23’ A. Hore 34’ Thomson 38’ C. Smith 63’ Weepu 68’ tecnica 76’ Muliaina 79’ | mt   | 52’ tecnica 70’ Goneva |
| Slade 23’, 34’, 38’, 63’ Carter 68’, 76’, 79’                                                 | tr   | 52’, 70’ Baikeinuku    |
| Slade 53’, 71’                                                                                | c.p. |                        |